# Arena Po
Arena Po (lombardul Reina) település Olaszországban, Lombardia régióban, Pavia megyében. Lakosainak száma 1500 fő (2023. január 1.). Arena Po Pieve Porto Morone, Portalbera, San Zenone al Po, Stradella, Zerbo, Bosnasco, Spessa, Zenevredo és Castel San Giovanni községekkel határos.

## Népesség
A település népességének változása:

| 2018 | 1 588 |
| 2023 | 1 500 |